# Nävelsjö
Nävelsjö är kyrkbyn i Nävelsjö socken i Vetlanda kommun i Jönköpings län. Vid 2015 års småortsavgränsning återfanns här en småort.
I byn ligger Nävelsjö kyrka. 